# Куанпамашское сельское поселение
Куанпамашское се́льское поселе́ние — упразднённое муниципальное образование в Новоторъяльском районе Марий Эл Российской Федерации.
Административным центром поселения была деревня Куанпамаш.

## История
Статус и границы сельского поселения были установлены Законом Республики Марий Эл от 18 июня 2004 года № 15-З «О статусе, границах и составе муниципальных районов, городских округов в Республике Марий Эл».
С 1 января 2010 года Куанпамашское сельское поселение было упразднено, населённые пункты вошли в состав Масканурского сельского поселения.

## Состав поселения
В состав поселения входили 11 деревень:
| №  | Населённый пункт | Тип населённого пункта          | Население |
| -- | ---------------- | ------------------------------- | --------- |
| 1  | Большой Вильял   | деревня                         | 44        |
| 2  | Верхний Кугенер  | деревня                         | 55        |
| 3  | Демушенки        | деревня                         | 0         |
| 4  | Комичи           | деревня                         | 9         |
| 5  | Косоротково      | деревня                         | 9         |
| 6  | Куанпамаш        | деревня, административный центр | 212       |
| 7  | Малый Вильял     | деревня                         | 20        |
| 8  | Нижний Кугенер   | деревня                         | 62        |
| 9  | Памаши           | деревня                         | 26        |
| 10 | Плишкинцы        | деревня                         | 1         |
| 11 | Филипп-Левинцы   | деревня                         | 0         |